# Mein Vater
Mein Vater (englischer Titel: Coming Home) ist ein deutscher Fernsehfilm aus dem Jahr 2003 unter der Regie von Andreas Kleinert.
Klaus J. Behrendt wurde 2003 mit dem „Publikumspreis der Gruppe Marl“ beim Adolf-Grimme-Preis und dem Bayerischen Fernsehpreis ausgezeichnet. Darüber hinaus wurde der Film mit dem International Emmy Award für den besten Fernsehfilm prämiert.

## Handlung
Richard, Jochens Vater, ist an Alzheimer erkrankt. Als er eines Tages mit einem Auto zusammenstößt, merken Jochen und seine Frau Anja, dass sie ihn nicht mehr allein lassen können. Anja beharrt darauf, ihn mit nach Hause zu nehmen. Jochen ist mit diesem Entschluss nicht besonders zufrieden. Seine Kindheit war dank seines Vaters nicht gerade glücklich. Richards Zustand verschlechtert sich zunehmend. Anja gibt ihren Job auf, um ihm zu helfen, aber Richard will sich nicht helfen lassen. Jochens Krankenversicherung lehnt ihn ab, und er beginnt, Probleme bei der Arbeit und in der Beziehung zu seiner Familie zu bekommen. Als Richard zu Hause einen Brand verursacht, beschließt Anja, ihn zu verlassen und zu ihrer Mutter zu ziehen. Schließlich ist Jochen allein mit seinem Sohn und seinem alten Vater. Zuletzt verlässt Richard abends mit ungewissem Ziel das Haus; sein Sohn hindert ihn nicht daran.

## Kritiken
„Illusionslos, nicht ohne Anteilnahme erzählt Andreas Kleinert von den Stationen der Krankheit. Er vermittelt mehr als den Schrecken über Alzheimer. Kleinert zeigt, “wie die Krankheit über eine ganz normale Familie hereinbricht und dieser die Stabilität nimmt”. Alzheimer steht somit nicht nur für sich, sondern sie wird zu einem Katalysator für die Familienbeziehungen.“

„Götz George, erst wenige Wochen zuvor noch als Schimanski zwar ruhiger geworden, aber immer noch äußerst vital, spielt den Verfall Richard Essers beklemmend gut. Am stärksten ist George (wie stets), wenn er nicht poltert, sondern bloß guckt. In einer der intensivsten Szenen des Films, als Jochen den Vater im Pflegeheim abgibt, wirft Richard seinem Sohn einen Blick von geradezu grenzenloser Traurigkeit nach. Zum Ausgleich gibt es immer wieder Momente von rührender Komik („Es hat in mein Bett geregnet“, beschwert sich der mittlerweile „undichte“ Vater einmal).
Nicht minder eindrucksvoll ist Behrendt als Sohn, der dem immensen Druck nicht standhält. Äußerst mutig ist etwa der Moment, als Jochen in seiner Hilflosigkeit hemmungslos auf den Vater einschlägt, nachdem der sich im Bad eingeschlossen hat und in Panik ausgebrochen ist. Großen Anteil an der Wirkung des Films hat auch die Bildgestaltung von Johann Feindt, der die Normalität zunächst in schwarzweiß zeigt und dann zu Farbe wechselt, die er dem Film dann aber konsequent wieder austreibt.“